# José Alves dos Santos
José Alves Dos Santos (genannt Zague bzw. José Alves und auch bekannt als Lobo Solitario (span. für Einsamer Wolf); * 10. August 1934 in Bahia; † 19. Januar 2021) war ein brasilianischer Fußballspieler auf der Position des Stürmers. Er ist der Vater des vielfach eingesetzten mexikanischen Internationalen Luis Roberto Alves, der ebenfalls einen Großteil seiner Karriere beim Club América verbrachte.

## Biografie
Soweit nachvollziehbar, begann Alves seine Profikarriere beim in Bahia beheimateten Botafogo SC und wechselte anschließend zum Santos FC. Zwischen 1956 und 1961 spielte er für den SC Corinthians und kam für diesen Verein bei 241 Einsätzen auf 127 Treffer.
1961 wechselte Alves zum mexikanischen Club América, für den er im Laufe der Jahre 102 Tore in der Liga erzielte. Seine erfolgreichste Saison als Torjäger in Diensten der Hauptstädter war 1965/66, als er mit 20 Treffern Torschützenkönig der mexikanischen Primera División wurde und einen maßgeblichen Anteil daran hatte, dass der Club América in derselben Saison seinen ersten Meistertitel in der 1943/44 eingeführten Profiliga gewann.
Außerdem gewann Alves mit América in den Jahren 1964 und 1965 die Copa México.
Obwohl der Verein durch die vorgenannten Erfolge dreimal in Folge die Gelegenheit hatte, um den Supercup zu spielen, unterlagen die Americanistas in allen Finalspielen: 1964 und 1965 gegen den Erzrivalen Chivas Guadalajara und 1966 gegen den Stadtrivalen Necaxa.

## Erfolge
- Mexikanischer Meister: 1965/66
- Pokalsieger: 1964 und 1965